# Dubai Tennis Championships 2017
Il Dubai Tennis Championships 2017, conosciuto anche come Dubai Duty Free Tennis Championships 2017 per motivi pubblicitari, è stato un torneo di tennis giocato sul cemento, facente parte della categoria ATP World Tour 500 series nell'ambito dell'ATP World Tour 2017 e della categoria WTA Premier 5 nell'ambito del WTA Tour 2017. Sia il torneo maschile che femminile si sono disputati al The Aviation Club Tennis Centre di Dubai negli Emirati Arabi Uniti. Il torneo femminile si è giocato dal 17 al 25 febbraio mentre quello maschile dal 27 febbraio al 5 marzo 2017.

## Partecipanti ATP

### Teste di serie
| Nazionalità | Giocatore             | Ranking* | Testa di serie |
| ----------- | --------------------- | -------- | -------------- |
| Regno Unito | Andy Murray           | 1        | 1              |
| Svizzera    | Stan Wawrinka         | 3        | 2              |
| Svizzera    | Roger Federer         | 9        | 3              |
| Francia     | Gaël Monfils          | 12       | 4              |
| Rep. Ceca   | Tomáš Berdych         | 14       | 5              |
| Spagna      | Roberto Bautista Agut | 15       | 6              |
| Francia     | Lucas Pouille         | 17       | 7              |
| Lussemburgo | Gilles Müller         | 27       | 8              |

* Ranking al 20 febbraio 2017.

### Altri partecipanti
I seguenti giocatori hanno ricevuto una wild card per il tabellone principale:
- Omar Alawadhi
- Roberto Bautista Agut
- Mohamed Safwat

I seguenti giocatori sono entrati nel tabellone principale passando dalle qualificazioni:

- Marius Copil
- Evgenij Donskoj
- Denis Istomin
- Lukáš Rosol

Il seguente giocatore è entrato in tabellone come lucky loser:
- Andreas Seppi

## Partecipanti WTA

### Teste di serie
| Nazionalità | Giocatrice               | Ranking* | Testa di serie |
| ----------- | ------------------------ | -------- | -------------- |
| Germania    | Angelique Kerber         | 2        | 1              |
| Rep. Ceca   | Karolína Plíšková        | 3        | 2              |
| Slovacchia  | Dominika Cibulková       | 5        | 3              |
| Polonia     | Agnieszka Radwańska      | 6        | 4              |
| Spagna      | Garbiñe Muguruza         | 7        | 5              |
| Regno Unito | Johanna Konta            | 10       | 6              |
| Ucraina     | Elina Svitolina          | 13       | 7              |
| Russia      | Elena Vesnina            | 16       | 8              |
| Rep. Ceca   | Barbora Strýcová         | 17       | 9              |
| Danimarca   | Caroline Wozniacki       | 18       | 10             |
| Stati Uniti | Coco Vandeweghe          | 20       | 11             |
| Australia   | Samantha Stosur          | 21       | 12             |
| Paesi Bassi | Kiki Bertens             | 22       | 13             |
| Russia      | Anastasija Pavljučenkova | 23       | 14             |
| Francia     | Caroline Garcia          | 24       | 15             |
| Italia      | Roberta Vinci            | 25       | 16             |
| Kazakistan  | Yulia Putintseva         | 27       | 17             |

- Ranking del 13 febbraio 2017.

### Altre partecipanti
Le seguenti giocatrici hanno ricevuto una wild card per il tabellone principale:
- Mona Barthel
- Çağla Büyükakçay
- Peng Shuai

Le seguenti giocatrici sono entrate nel tabellone principale passando dalle qualificazioni:

- Chang Kai-chen
- Ons Jabeur
- Elise Mertens
- Aryna Sabalenka
- Sílvia Soler Espinosa
- Zhang Kailin
- Zheng Saisai
- Zhu Lin

La seguente giocatrice è entrata in tabellone come lucky loser:
- Mandy Minella

## Campioni

### Singolare maschile
Andy Murray ha sconfitto in finale  Fernando Verdasco con il punteggio di 6-3, 6-2.
- È il quarantacinquesimo titolo in carriera per Murray, primo della stagione.

### Singolare femminile
Elina Svitolina ha sconfitto in finale  Caroline Wozniacki con il punteggio di 6-4, 6-2.
- È il sesto titolo in carriera per Svitolina, secondo della stagione, primo Premier in carriera. Grazie a questa vittoria lunedì entrerà nella Top 10 WTA.

### Doppio maschile
Jean-Julien Rojer /  Horia Tecău hanno sconfitto in finale  Rohan Bopanna /  Marcin Matkowski con il punteggio di 4-6, 6-3 [10-3].

### Doppio femminile
Ekaterina Makarova /  Elena Vesnina hanno sconfitto in finale  Andrea Hlaváčková /  Peng Shuai con il punteggio di 6-2, 4-6, [10-7].